# Ronald Câmara
Ronald Câmara e também referido como Dr. Ronald Câmara (Fortaleza, 11 de abril de 1927 — 29 de junho de 2015) foi um enxadrista e escritor brasileiro. Detém os títulos de Mestre Nacional (MN) e Árbitro Internacional de Xadrez (AI). É irmão do enxadrista MI Hélder Câmara e sobrinho do Arcebispo Dom Hélder Câmara.

## Biografia
Formado em 1952 em Ciências Jurídicas e Sociais na Universidade Federal do Ceará optou em seguir carreira como servidor público do Banco do Brasil até a sua aposentadoria. Aprendeu cedo com o pai Gilberto Câmara (1897–1953) a arte do jornalismo e do xadrez. Como enxadrista disputou pouquíssimos torneios de xadrez, mas com grande maestria. Bicampeão brasileiro de xadrez, parou de competir em 1972, tornando-se dirigente e árbitro internacional. Exímio escritor publicou várias crônicas sobre o xadrez num período de dez anos (de 1979 a 1989) nos jornais O Povo e Diário do Nordeste; juntamente com seus livros deixou uma vasta obra literária de muita qualidade relacionada ao esporte.

## Títulos
- Campeonato Cearense de Xadrez: 1952 e 1960.[4]
- Campeonato Brasileiro de Xadrez: 1960 e 1961.[2]

## Dirigente
- Vice-presidente técnico da CBX: 1970-1976.
- Presidente da Zona Sul-Americana da FIDE: 1974-1978.

## Árbitro internacional
- Olimpíada de xadrez de Skopje: 1972.[4]
- Campeonato Mundial de Jovens no México: 1978 - (árbitro principal).
- Olimpíada de xadrez de Dubai: 1986.

## Obras
- Peões na Sétima: (1960).[5]
- No Mundo dos Trebelhos: (1996).
- Minhas Partidas Favoritas: (2006).
- 100 crônicas de xadrez (2014)[6]